# 斯巴達鎮區 (明尼蘇達州契皮瓦縣)
斯巴達鎮區（英語：Sparta Township）是位於美國明尼蘇達州契皮瓦縣的一個行政鎮區。

## 地方資料
斯巴達鎮區的面積為102.60平方千米，當中陸地面積為101.70平方千米，而水域面積為0.90平方千米。根據2020年美國人口普查的數據，當地共有人口741人，而人口密度為每平方千米7.22人。